# Pycnoscelus striatus
Pycnoscelus striatus är en kackerlacksart som först beskrevs av Kirby, W. F. 1903.  Pycnoscelus striatus ingår i släktet Pycnoscelus och familjen jättekackerlackor. Inga underarter finns listade i Catalogue of Life.